# August Schmiemann

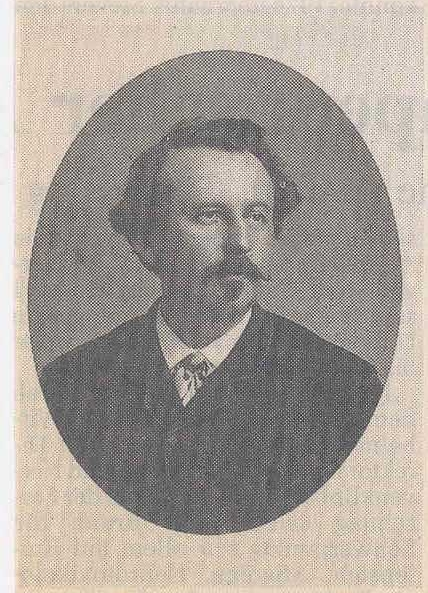
August Schmiemann (um 1885)

August Schmiemann (* 17. Februar 1846 in Münster; † 5. August 1927 ebenda) war ein deutscher Bildhauer. Er schuf profane und sakrale Werke. Vor allem bekannt ist er für die volkstümlichen Denkmäler eines Kiepenkerls (Münster) oder Kuhhirten (Bochum).

## Leben
„Eine besondere Stellung unter den westfälischen Künstlern nimmt der Bildhauer August Schmiemann ein, weshalb ich ihn den niederdeutschen Künstler nenne.“ Dies schrieb der populäre Münsteraner Schriftsteller Eli Marcus (1854–1935) in einem Beitrag zur Halbmonatsschrift „Niedersachsen“ im Jahr 1910.
August Schmiemann entstammte einer alteingesessenen „Poahlbürger“-Familie und sollte eigentlich Priester werden. Sein Patenonkel, der Theologie-Professor August Bisping aus Albersloh, wollte ihn direkt nach dem Gymnasium beruflich auf eine geistliche Laufbahn schicken. Doch gegen die Widerstände seiner Eltern und seines Onkels setzte sich August durch und absolvierte eine Lehre zum Bildhauer. Die Wanderjahre führten ihn zunächst zu Professor Doppmeier an die Technische Hochschule in Hannover, ehe Schmiemann in Amsterdam bei Professor Stracke an der Kunstschule „Felix Meritis“ studierte. Anschließend besuchte er in der deutschen Hauptstadt die Kunstakademie Professor Pohlmanns in Berlin. Nach seiner Rückkehr aus dem Deutsch-Französischen Krieg 1870/1871 heiratete er in Münster seine Jugendliebe Elisa Meschewsky, mit der er zehn Kinder hatte.
Drei der fünf Söhne taten es ihrem Vater gleich und wurden Bildhauer. August Louis (1869–1918) und Anton Hubert (1882–1927) in Leipzig, Johannes Aloysius (1880–1943) in Münster.
August Schmiemann wurde 81 Jahre alt.

## Profane Werke

### Bestehende Denkmäler
Folgende von Schmiemann geschaffene Denkmäler für Staatsmänner oder regionale Persönlichkeiten existieren noch:
- Landois-Denkmal in Münster[5]
- Bismarckdenkmal in Bad Bentheim[6]
- Preußendenkmal in Ibbenbüren[7]
- Von-Galen-Denkmal in Telgte[8]
- Michaelsbrunnen in Mettingen[9]
- Kiepenkerl-Denkmal in Münster[10]
- Kuhhirtendenkmal in Bochum[11]

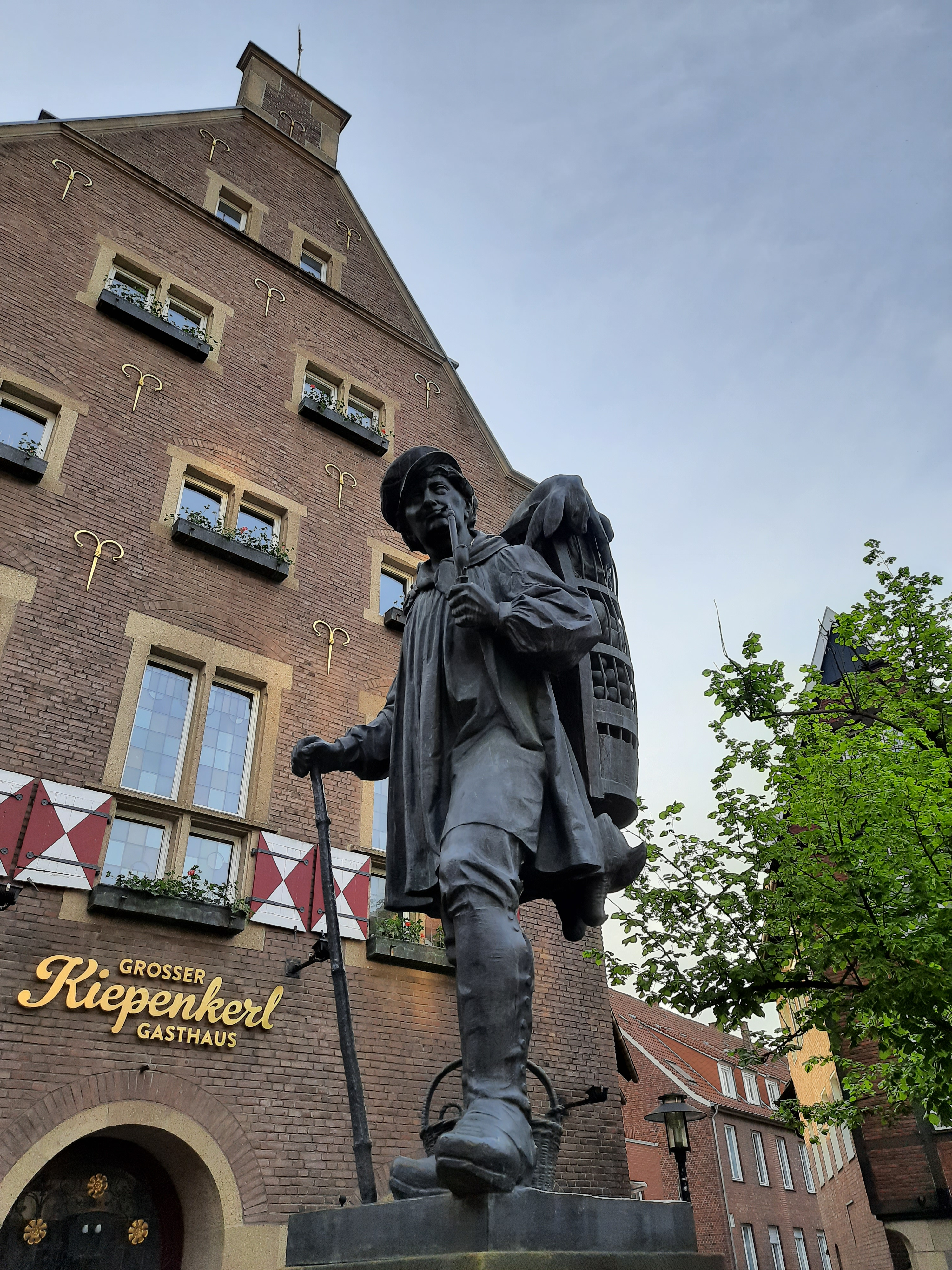
Kiepenkerl-Denkmal, Münster

Das Kiepenkerl-Denkmal überstand zunächst die Bombenangriffe auf Münster in den Jahren 1943 und 1944. Die aus einem Gipskern mit Kupferüberzug bestehende Figur (Galvanoplastik) wurde 1945 beim Einmarsch der Alliierten zerstört. Ab 1950 mehrten sich Stimmen, ein neues Kiepenkerl-Denkmal zu errichten. Da die ehemalige Gipsform noch existierte, schuf der Münsteraner Bildhauer Albert Mazzotti jun. den Kiepenkerl neu. Die im Bronzegussverfahren hergestellte Figur wurde im Rahmen der Münsterischen Heimattage am 20. September 1953 feierlich eingeweiht.
Das von Schmiemann geschaffene Kuhhirten-Denkmal wurde während des Zweiten Weltkrieges im Rahmen der Metallspende eingeschmolzen. Der Bochumer Bildhauer Walter Kruse schuf 1962 einen Kuhhirten in leicht veränderter Form.
Das Metallrelief am Von-Galen-Denkmal in Telgte fiel ebenfalls der Metallspende im Zweiten Weltkrieg zum Opfer. Anhand eines Gipsabdrucks konnte dieses nach Kriegsende reproduziert werden.

### Nicht mehr bestehende Denkmäler
Weitere Denkmäler, die nicht mehr existieren:
- Bismarck-Denkmal in Herne-Eickel.[13] Dieses wurde 1904 errichtet, fiel 1942 der Metallspende zum Opfer und existiert nicht mehr.
- Kriegerdenkmal in Gronau-Epe. Es stand seit 1906 vor dem Restaurant Zum Deutsche Helden (Gronauer Straße) und wurde im 2. Weltkrieg eingeschmolzen.
- Kriegerdenkmal in Hoetmar. 1913 feierlich eröffnet, wurde es nach dem 1. Weltkrieg durch ein zweites, größeres Denkmal ersetzt.

### Kaisertage
Zur Verherrlichung der Kaisertage 1884 in Münster schuf Schmiemann große Figuren aus Gips, Leinwand und Holz. Die im Akademiegebäude der Universität aufgestellte Gruppe der drei allegorischen Figuren Borussia, Westfalia und Germania fand beim Kaiserpaar großen Anklang.

„Das Kunstwerk ist sehr schön und sinnreich und werth, in Marmor verewigt zu werden.“

Die Figuren spielen auch beim Kaiserbesuch am 24. August 1899 in Münster eine zentrale Rolle. Im Hintergrund der Kaisertafel-Halle erheben sich die beiden prächtigen Thronsitze der Majestäten. Von dort aus blickt das Kaiserpaar auf die von Schmiemann gearbeitete Figurengruppe. Die Figuren Borussia und Westfalia reichen sich die Hände, über ihnen steht segnend die Germania. Ein Symbolbild für die Vereinigung der deutschen Völkerstämme unter der deutschen Kaiserkrone. Ein weiteres Werk Schmiemanns prangt über dem Portal zwischen den Haupttürmen der Kaiserhalle auf dem Ludgeriplatz. Es ist ein mächtiger Adler mit ausgebreiteten Flügeln, der ein Gewicht von 500 Kilogramm hat.
Für den Kaiserbesuch 1899 in Dortmund wurde vor den Eisenwerken Union die 3,5 m hohe Figur eines Schmieds aufgestellt.

### Denkmäler im Zoologischen Garten Münster
Aus dem Atelier Schmiemann stammen mehrere große Reliefmedaillons, die ehemals an einem Jubiläumsdenkmal im Zoologischen Garten in Münster platziert wurden. Auf diesen Plaketten sind, in einer künstlerisch herausfordernden "En-Face"-Darstellung", die verdienten Naturwissenschaftler Fritz Westhoff, Anton Karsch, Bernard Altum und Ferdinand von Droste zu Hülshoff abgebildet. Heute hängen die Medaillons im Allwetterzoo Münster am Landois-Platz. Ein weiteres Medaillon für Fritz Westhoff ("Longinus") ist am Longinusturm zu finden. Die für Heinrich Anton Bolsmann und Leonard Landois angefertigten Medaillons existieren heute nicht mehr.
Im 1923 erschienenen westfälischen Schelmenroman „Der tolle Bomberg“ von Josef Winckler gibt es ein Textpassage, in der August Schmiemann namentlich erwähnt wird. Der schrullige Münsteraner Zoodirektor Hermann Landois, der im Buch eine Hauptrolle spielt, liefert sich mit der Appeltiewe (Apfelhändlerin) ein Wortgefecht. „Du siehst mich zunächst noch in Kammgarn, dann aber siehst Du mich in Gips und zuletzt in Bronze oder mit Kupferniederschlag übers ganze Gesicht! Nicht wie der gewöhnliche Sterbliche nach dem Friseur oder Schneider – ich sende jetzt nach dem Bildhauer August Schmiemann!“

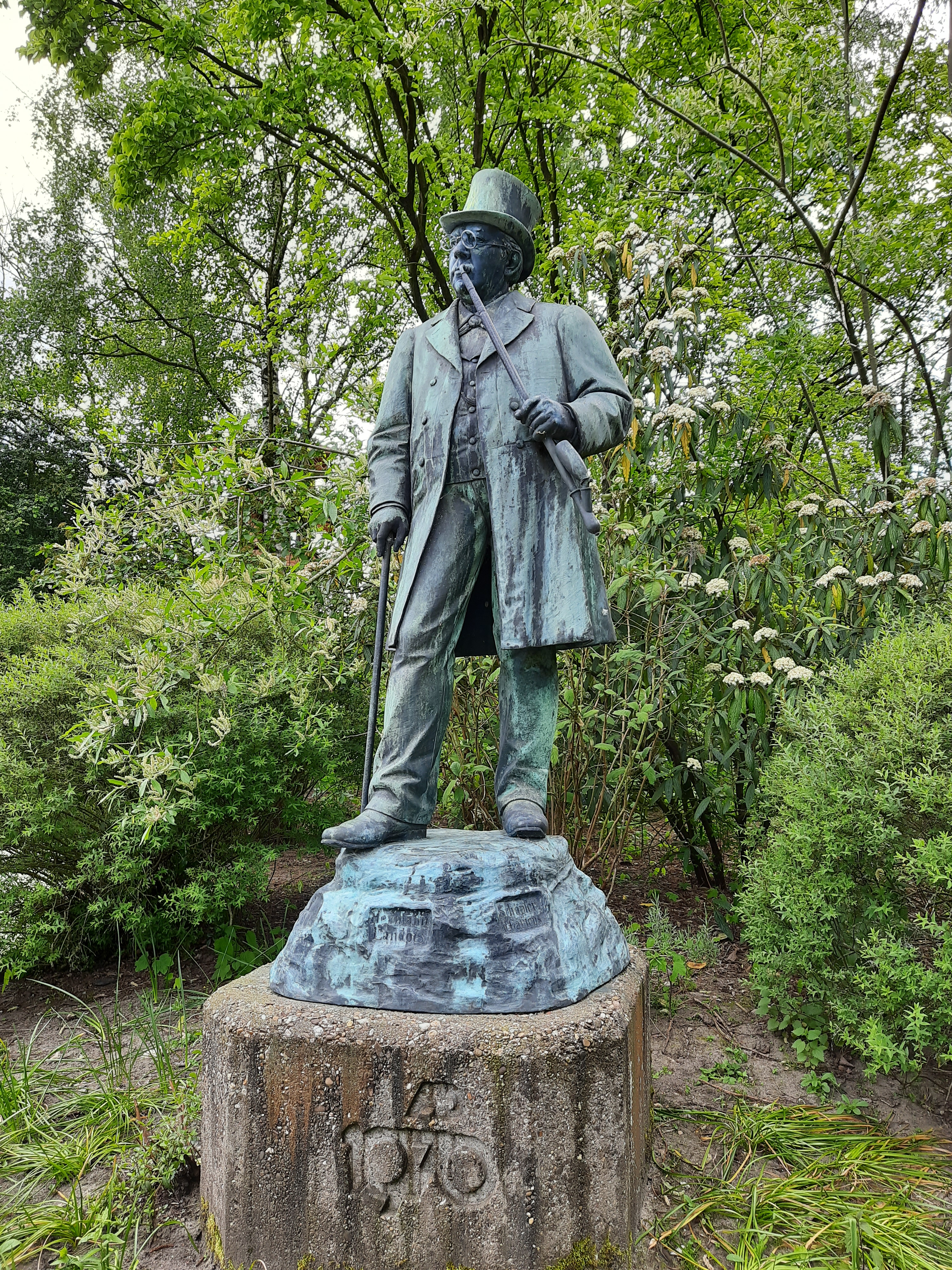
Landois-Denkmal, Münster

Das Landois-Denkmal wurde im Jahre 1900 zum 25-jährigen Jubiläum des Zoologischen Gartens Münster vor der Tuckesburg errichtet. Es steht heute im Allwetterzoo Münster.

### Weitere Bildhauerarbeiten
Verschiedene Bauwerke wurden mit Bildhauerarbeiten Schmiemanns ausgestattet.
- Schmiemann schuf 1905 das Relief „Sankt Martin“ an der Außenfassade der Martinischule in Münster. Das Relief zeigt den Schutzpatron der Schule, den heiligen St. Martin, beim Teilen seines Mantels mit dem Bettler. Die Fassade steht seit 1985 unter Denkmalschutz.
- Für den Vortragssaal des 1908 neu eröffneten Landesmuseums in Münster (heute: LWL-Museum für Kunst und Kultur) wurden von den Bildhauern August Schmiemann, Anton Rüller und Wilhelm Bolte acht Figuren aus Baumberger Sandstein geschaffen.
- Das auf dem Prinzipalmarkt in Münster befindliche Café Schucan wurde 1908 vergrößert. Dazu ließ der aus der Schweiz stammende Konditor Otto Schucan die beiden Häuser Prinzipalmarkt 24 und 25 abreißen und mit einer bemerkenswerten Architektur neu errichten. Der Fassadenschmuck der Renaissancegiebel stammt aus dem Atelier Schmiemann.[20]
- Das architektonisch reizvolle Portal an der Königsstraße 6–8 in Münster stammt ebenfalls aus dem Atelier Schmiemann. Die bildhauerische Arbeit schuf Schmiemann zusammen mit seinem talentierten Schüler Augustinus Heumann (1885–1919).[21] Durch den im Volksmund auch „Tor des Wohlstandes“ genannten Haupteingang konnte man ab 1911 den großzügigen Kassensaal der ehemaligen Kreissparkasse Münster betreten. Heute gehört der Eingang zum Kunstmuseum Pablo Picasso Münster.
- Im St.-Rochus-Hospital in Telgte befindet sich eine von Schmiemann aus Holz gefertigte Statue der Hl. Elisabeth.

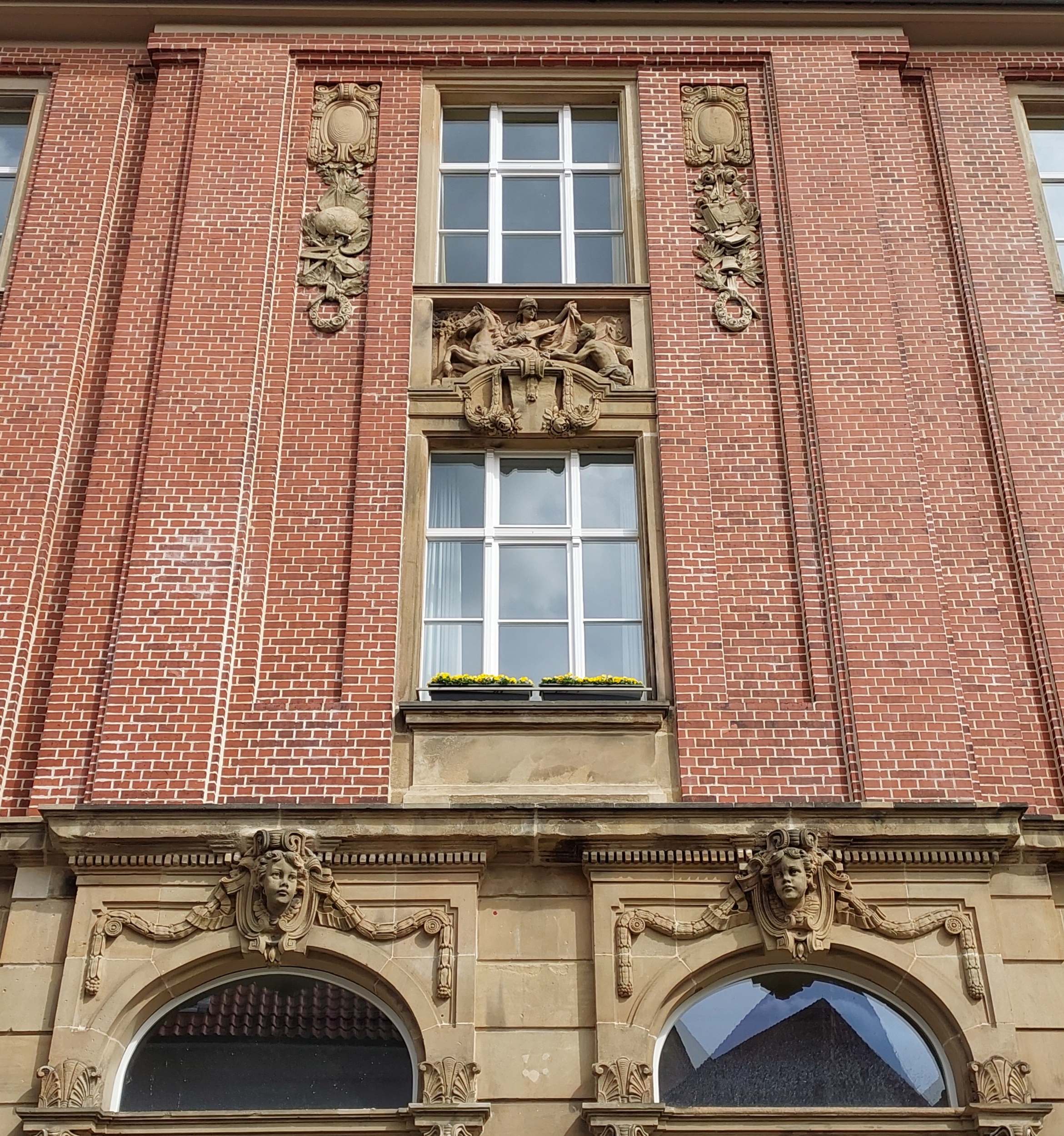
Relief St. Martin an der Martinischule

Darüber hinaus gibt es verschiedene Kleinkunstwerke und Figuren, die Schmiemann zugeschrieben werden.

## Sakrale Werke (Auswahl)

### Kirchenausstattung
Neben Statuen, Altären und Kanzeln für die Kirchen seiner Heimatstadt Münster und zahlreicher weiterer Gotteshäuser haben manche seiner Kunstwerke sogar den Weg nach Holland und Amerika gefunden. Nach Schätzungen des münsterischen Heimatforschers Walter Werland sollen über 150 Kirchen mit Schmiemanns Werken verschönert worden sein.

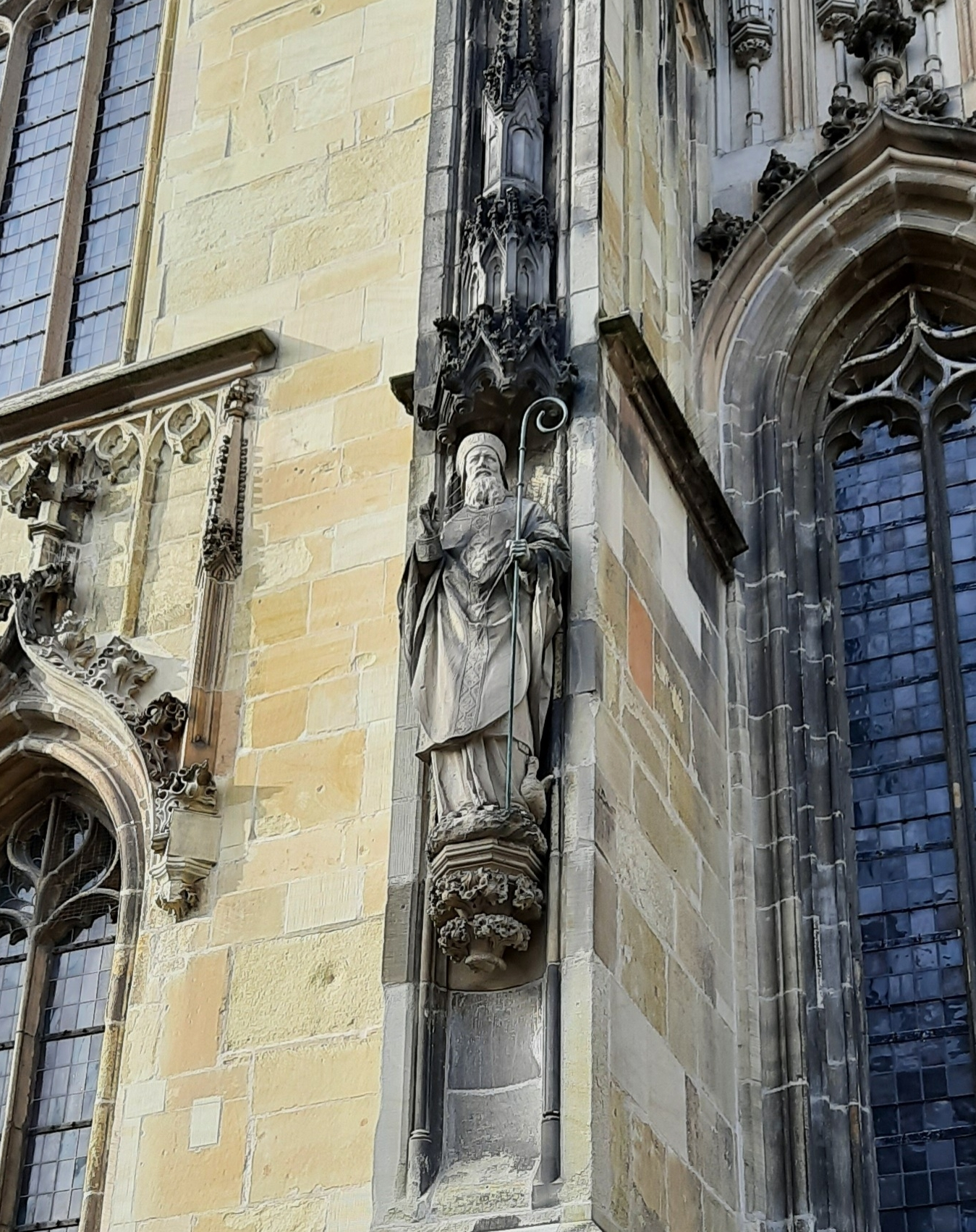
Heiligenfigur an St. Lamberti, Münster

Hier ein Auszug der Werke, die noch heute existieren:
- Szenische Darstellungen am Salvatorgiebel (Wiederherstellung 1906), St.-Paulus-Dom (Münster)[23]
- Figuren an den Außenpfeilern und Rekonstruktion der Wurzel Jesse, St. Lamberti (Münster)[24]
- Figur des Erzengels Michael, Heiligenfiguren im Chor bzw. Seitenchor, Emmaus-Relief und kerzentragender Engel der ehem. Kommunionbank, St. Pantaleon (Roxel)[24]
- Teile des Figurenprogramms im 4. Stock, St. Martini (Münster)[24]
- Figuren unterhalb der Orgelempore und neben der Hauptorgel, Marienbasilika (Kevelaer)[25]
- Apostelfiguren im Chorraum, St. Stephanus (Beckum)
- Kanzelfiguren, St. Liebfrauen-Überwasser (Münster)
- Herz-Jesu-Figur, Herz-Jesu-Kirche (Münster)
- Triumphkreuz, St. Maria Immaculata (Rhedebrügge)
- Triumphkreuz, Herz-Jesu und Herz-Mariä-Statuen, sowie Figuren und Reliefbilder der Kanzel, Simon en Judaskerk (Ootmarsum)[26]
- Kreuzwegstationen, Heiligenfigur und Hochaltar, St. Lamberti (Ochtrup)
- Kreuzwegstationen, Vesperbild, Seitenaltar und Heiligenfiguren, St. Ludwig (Edenkoben)
- Hochaltar und Reliefs, St. Gertrud (Horstmar)
- Figuren und Reliefs der Kanzel, St. Catharina (Dinklage)
- Reliefs der Altäre, St. Helena (Barlo)
- Figur der Hl. Elisabeth, St. Laurentius (Warendorf)
- Kanzelfiguren, St. Urban (Ottmarsbocholt)
- Reliefs der Seitenaltäre, St. Vitus (Olfen)
- Triumphkreuz und Kanzelfiguren, St. Clemens (Telgte)
- Pieta, St. Laurentius (Langförden)
- Figuren und Reliefs für den Marienaltar, St. Margaretha (Emstek)
- Figur des Hl. Gorgonius, St. Gorgonius (Goldenstedt)
- Taufbecken und Altarreliefs, Heilige Familie (Grafenwald)
- Heiligenfiguren an den Innenpfeilern, St. Johannes Baptist (Mesum)
- Reliefs und Statuen an Flügelaltar und Kanzel, St. Georg (Hohenholte)
- Holzstatuen und zwei Sandsteingruppen, St. Rochus (Telgte)
- Figuren des Chorraums und der Seitenaltäre, sowie das Triumphkreuz, St. Ludgerus (Billerbeck)
- Figuren und Reliefs am Hochaltar und Triumphkreuz, St. Magnus (Everswinkel)
- Figur des Hl. Pankratius, St. Pankratius (Vellern)
- Figur des Hl. Mauritius und Kanzelreliefs, St. Mauritius (Nordkirchen)
- Ecce-Homo Statue, St. Lambertus (Haffen)
- Figurenschmuck, Kanzelreliefs und Triumphkreuz, St. Sebastian (Amelsbüren)
- Altarreliefs, St. Agatha (Mettingen)Flügelaltar in St. Gertrud (Horstmar)

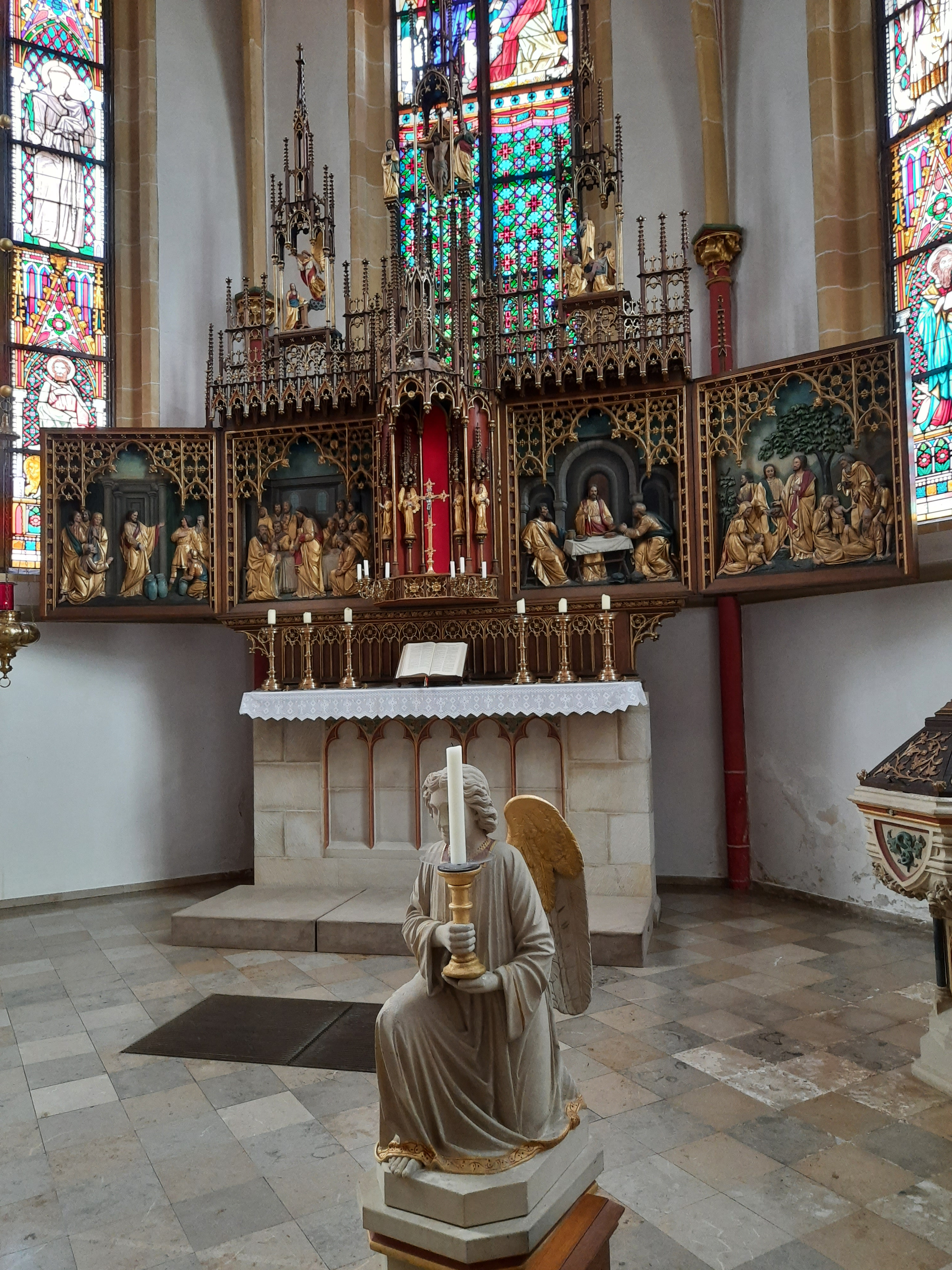
Flügelaltar in St. Gertrud (Horstmar)

### Kapellen und Kreuzwegstationen
- Stationen des Alten Kreuzwegs, Telgte[27]
- Herz-Jesu-Statue in der Freitag-Kapelle, Amelsbüren
- Pieta in der Kapelle am Eichenhof, Greven
- Stationen des Alten Kreuzwegs, Sögel
- Pieta in der Wegekapelle Westbeverner Straße, Telgte

### Denkmäler
- Bischof Brinkmann Denkmal, Everswinkel[28]Denkmal des Bischofs Bernhard Brinkmann in Everswinkel

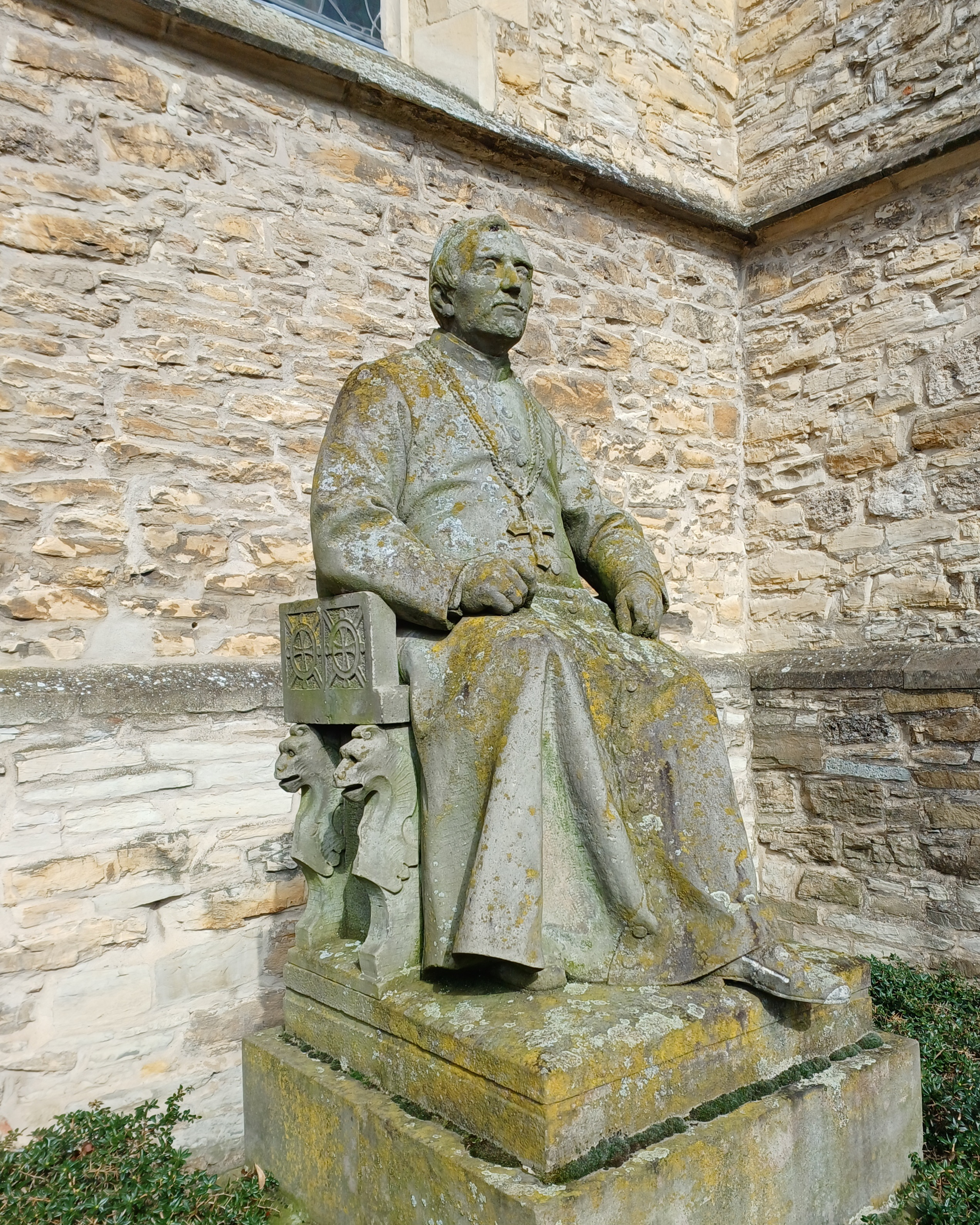
Denkmal des Bischofs Bernhard Brinkmann in Everswinkel

### Münsterische Kirchenkunst in Nordamerika
Auch nach Nordamerika wurden Werke von Schmiemann geliefert. Der in Deutschland geborene Architekt Adolphus Druiding legte im Jahr 1896 den Grundstein für den Neubau der St. Benedict Church in Terre Haute (Indiana, USA). Ausgestattet mit Spendengeldern aus der deutschstämmigen Gemeinde, beauftragte Druiding „the german sculptor“ Schmiemann, Statuen und Heiligenbilder der imposant ausgestatteten Kirche zu schaffen. So gehören zu den Arbeiten Schmiemanns unter anderem eine lebensgroße Herz-Jesu-Statue, die 9 Fuß hohe Statue des Hl. Benedikt draußen über den Eingangstüren und die 14 Kreuzwegstationen. Von Schmiemann stammt auch die Pietà in St. Benedict, eine detailgetreue Replik des Werkes von Wilhelm Achtermann, welches als Prunkstück der Kirche gilt. Am 18. Juni 1899 wurde die Kirche offiziell eingeweiht.

### Sonstiges
Den Baumberger Sandstein für einige seiner sakralen Werke bezog er vom Steinbruch Rumer aus Havixbeck (später bekannt als Hesselmanns Kuhle). Der Steinbruch besteht heute noch und wird von der Firma Dirks aus Billerbeck betrieben. Die historischen Maschinen aus dem Sandsteinbruch sind im Sandsteinmuseum in Havixbeck zu bestaunen.
Für die 32. Generalversammlung der Katholiken Deutschlands (30. August bis 3. September 1885 in Münster) schuf Schmiemann unter anderem eine Statue des Hl. Vaters Leo XIII. unter einem Triumphbogen.

## Grabmale
Ab 1900 stellte Schmiemann auf Kunstausstellungen Grabfiguren vor.
Bekanntestes Grabdenkmal ist der 1905 von ihm geschaffene „Sensenmann“ auf dem Melaten-Friedhof Köln. Die außergewöhnliche Grabfigur wurde zu Ehren des wohlhabenden Kaufmanns Johann (Jean) Müllemeister errichtet. Die gut zwei Meter hohe Figur des „Gevatter Tod“ ist Wahrzeichen von Melaten.
Folgende Friedhofswerke sind Schmiemann zuzuordnen:
- Grabstelle des katholischen Geistlichen Franz Hülskamp, Zentralfriedhof Münster
- Grabstelle der Zirkusdirektorin Adele Althoff, Zentralfriedhof Münster
- Hochkreuz mit Sockel, Friedhof Grafenwald

## Krippenfiguren

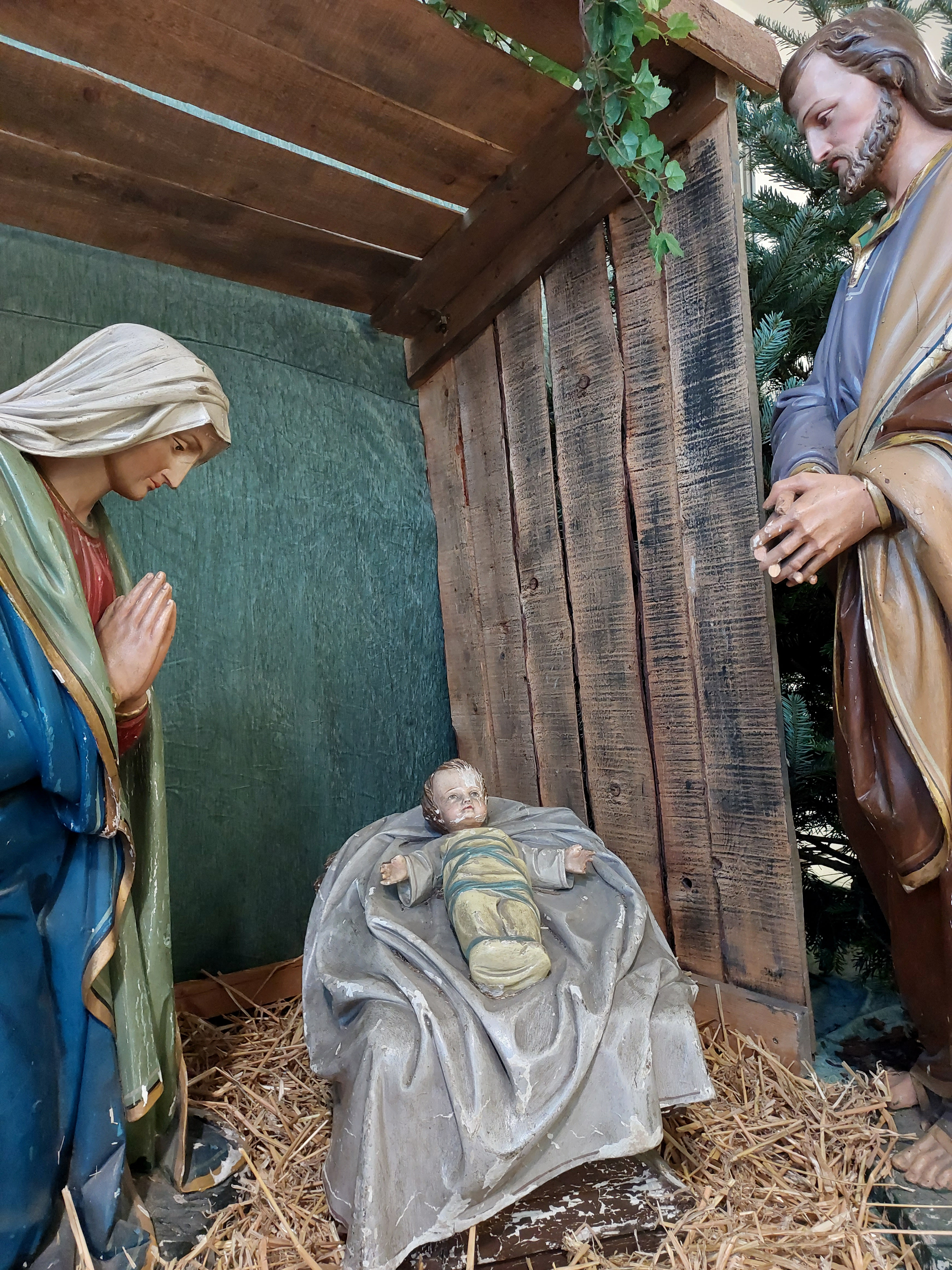
Historische Krippenfiguren der Lambertikirche (Ochtrup)

Aus der Hand Schmiemanns stammen auch Krippenfiguren im Nazarener Stil. Erstmals gezeigt wurden die Krippenwerke im Rahmen der „Ausstellung für christliche Kunst“ in der ehemaligen Dominikanerkirche (Münster) am 1. September 1885. Die aus Eichenholz geschnitzten Figuren wurden seinerzeit durch den Dekorationsmaler Johannes Urlaub handbemalt und haben eine Größe von bis zu 100 Zentimetern. Zum üblichen Umfang einer vollständigen Krippengruppe gehören bei Schmiemann, neben den Hauptfiguren des Hl. Josef, der Mutter Maria und dem Jesuskind, drei Hirten, drei Schafe, zwei Kamele nebst Kameltreiber und die Heiligen Drei Könige. Optional wurde noch ein Hütehund beigestellt.
Krippenfiguren von Schmiemann sind in
- St. Vitus (Olfen),
- St. Johannes (Borken),
- St. Magnus (Everswinkel) und in der
- St. Lamberti (Ochtrup)

erhalten.

## Schmiemann als Restaurator
Einige bedeutende Kunstwerke wurden von August Schmiemann restauriert.
- Erneuerung der Wandmalerei im St.-Paulus-Dom Münster (1874)
- Wiederherstellung des Gnadenbildes (Heiliges Kreuz) der Kreuzkirche zu Stromberg (1879), zusammen mit Hofjuwelier J.C. Osthues und Kunstschreiner Hermann Miele
- Restaurierung des Fassadenschmucks an der Clemenskirche in Münster (1883)
- Wiederherstellung der Wurzel Jesse (als originalgetreue Kopie) an der Lambertikirche in Münster (1912/13), zusammen mit den Bildhauern Wilhelm Bolte und Anton Rüller

## Schmiemann als Lehrmeister
August Schmiemann unterrichtete ab 1883 an der Zeichenschule für Kunst- und Kunsthandwerk in Münster und gab Abendkurse für Schüler höherer Lehranstalten.
Er war Lehrmeister späterer Künstler wie Wilhelm Bolte, Wilhelm Haverkamp und Bernhard Heller. Auch gehörten die Bildhauer Augustinus Heumann und Joseph Hammerschmidt zu seinen Schülern.

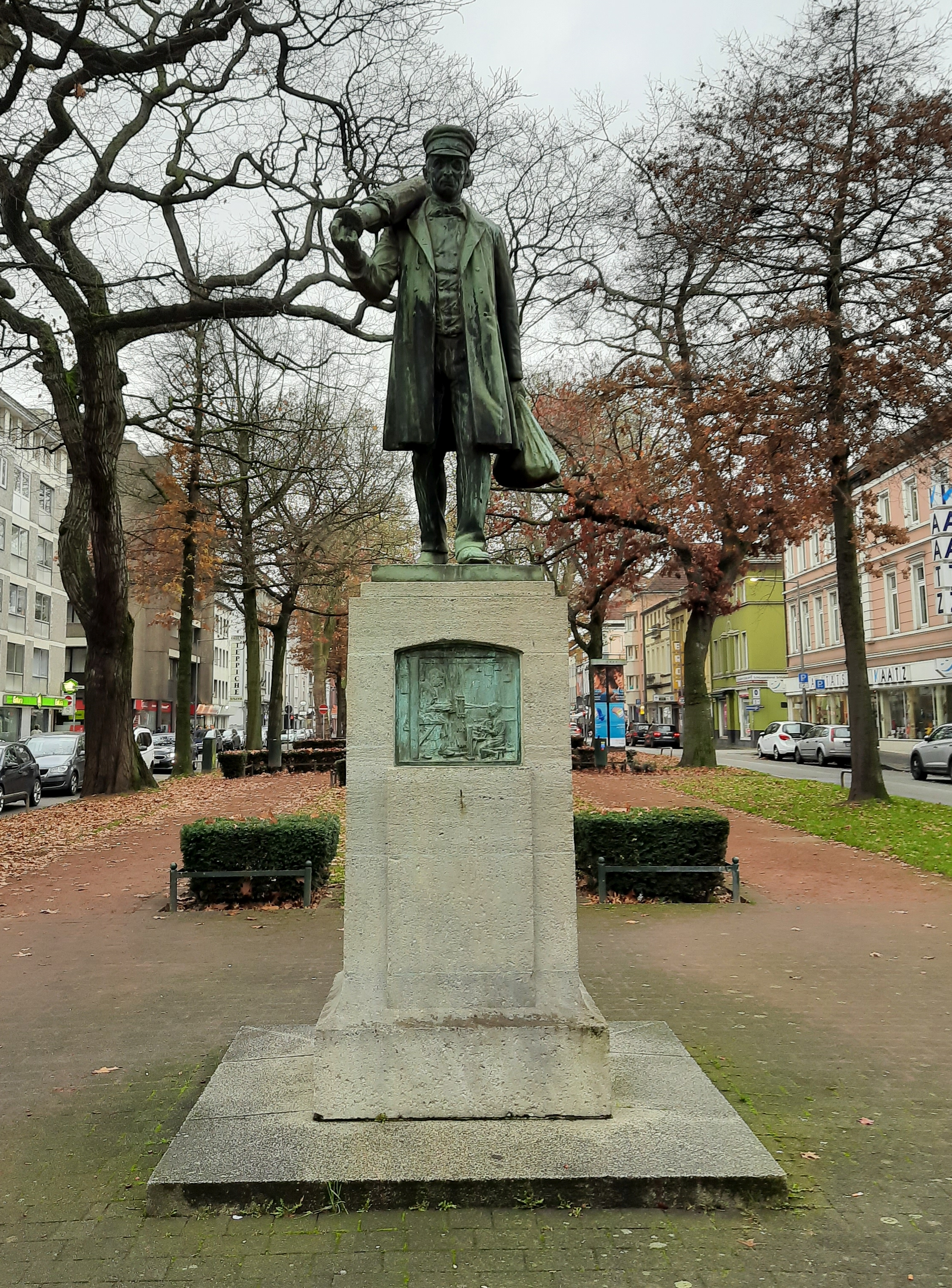
Seidenweber-Denkmal in Krefeld von 1911

Ein weiterer Schüler Schmiemanns war der am 20. November 1880 in Krefeld geborene Bildhauer Johannes Stiegemann. Zusammen schufen sie mehrere Entwürfe für ein Seidenweberdenkmal in Krefeld. Darunter das Modell eines Weberbrunnens, welches im Oktober 1903 im Kaiser-Wilhelm-Museum ausgestellt wurde. Auf der Jahresversammlung des Krefelder Verschönerungsvereins wurden im Februar 1910 zwei finale Entwürfe in die Abstimmung gegeben. Der Errichtung der Bronzefigur erfolgte im Juli 1911.